# Pont Jorģis Zemitāns
Le Pont Jorģis Zemitāns (en letton : Jorģa Zemitāna tilts) est un pont qui traverse le fleuve Daugava à Riga, capitale de la Lettonie.

## Présentation
Le pont Jorģis Zemitāns, souvent appelé familièrement simplement le pont Zemitāns, est un passage routier au-dessus des lignes ferroviaires (la ligne de Zemitāni à Skulte et la ligne de Rīga à Lugaži (lv)), qui relie le centre de Riga (rue Aleksandra Čaka iela (lv)) à Purvciem (rue Ieriķu iela (lv)).
C'est un pont à poutres long de 650 m et large de 35 m.
Le pont dispose de 3 voies de circulation dans chaque direction.
Des trottoirs piétonniers sont aménagés des deux côtés du pont.

## Transport en commun
Plusieurs itinéraires de transports publics urbains (bus et des trolleybus) traversent le pont.
Lors de la construction du pont, des voies de tramway ont été posées dans les deux sens, étaient destinés à la ligne de tramway prévue vers Purvciems et Pljavnieki. En fait, ces rails n’ont jamais été utilisés. 
Dans le cadre du projet de renovation du pont, les rails seront retirés en 2023-2024.

## Étymologie
Le pont Zemitāns a été inauguré en 1985. Le pont porte le nom du colonel letton Jorģis Zemitāns, comme la  gare de Zemitāni. 
Le pont a été officiellement nommé Pont Jorģis Zemitāns en 2014.

## Galerie

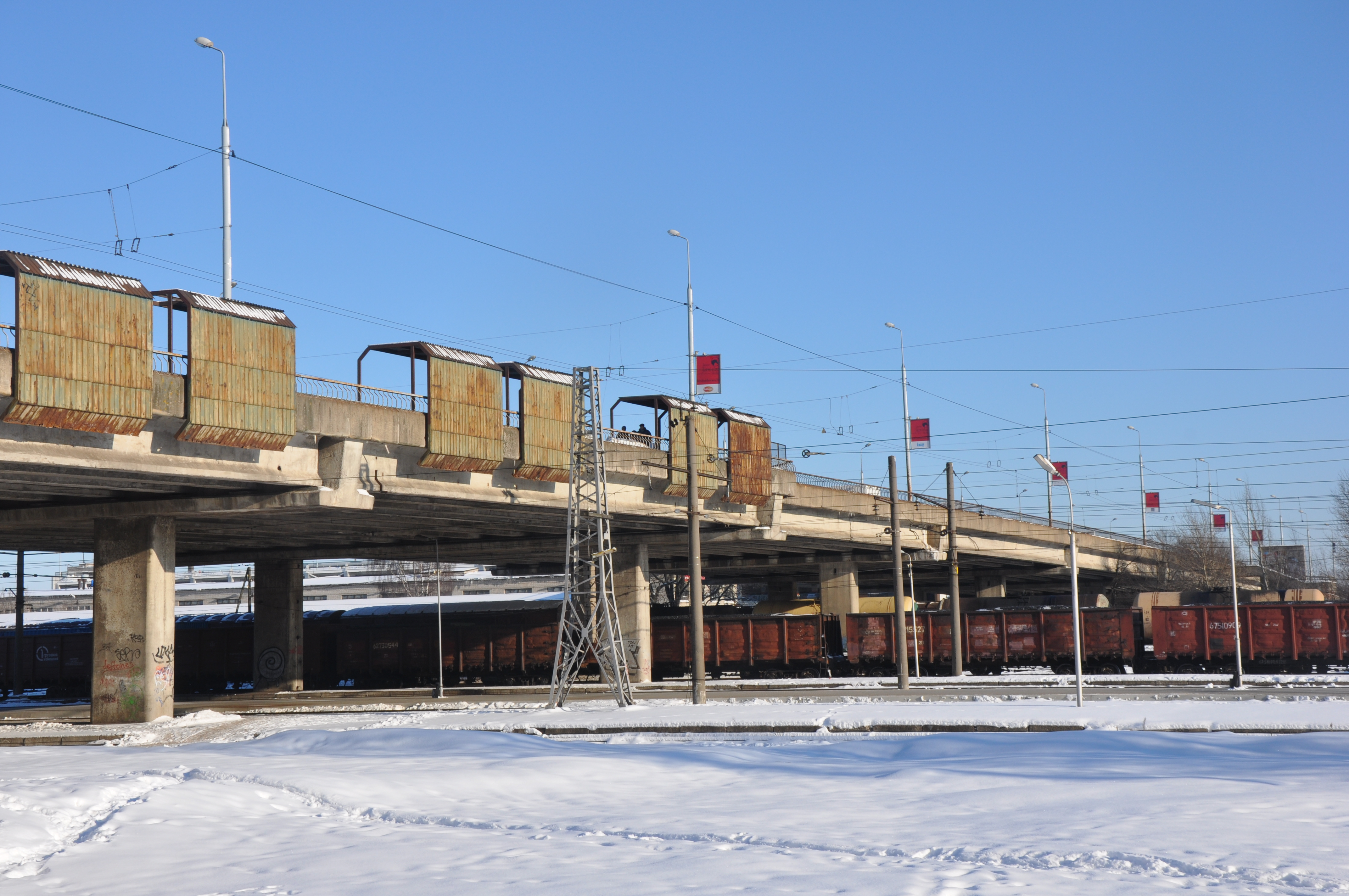
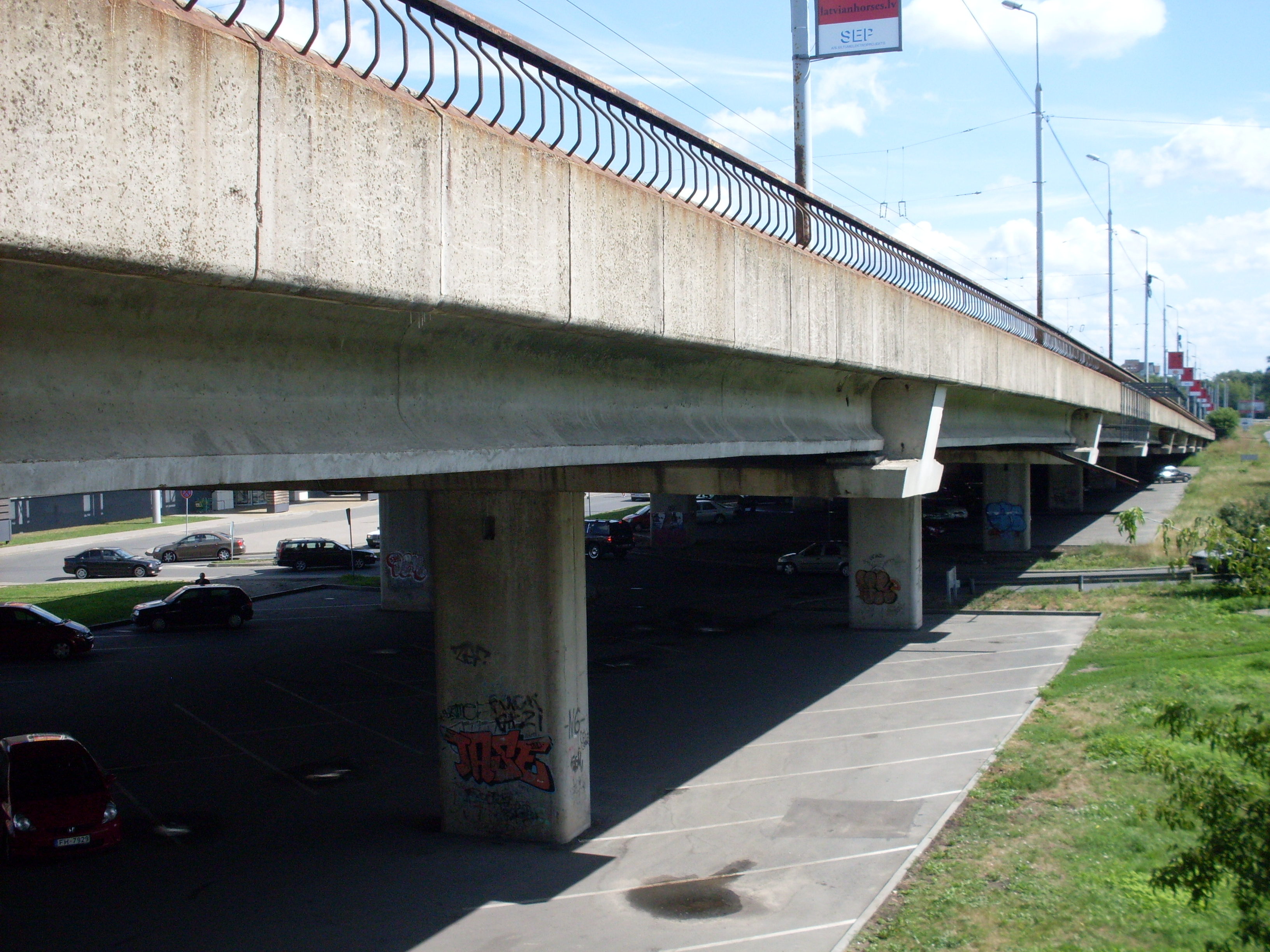
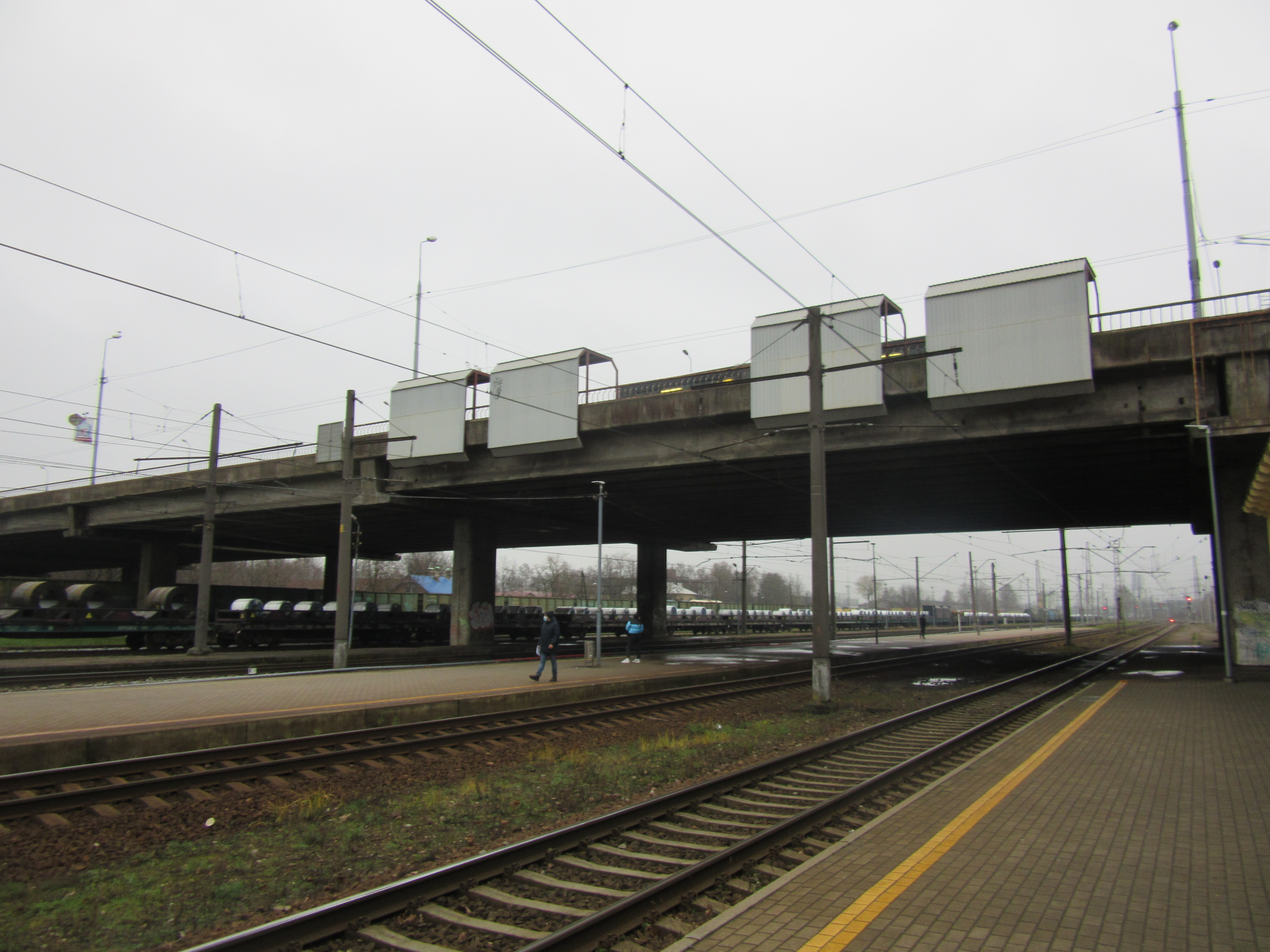
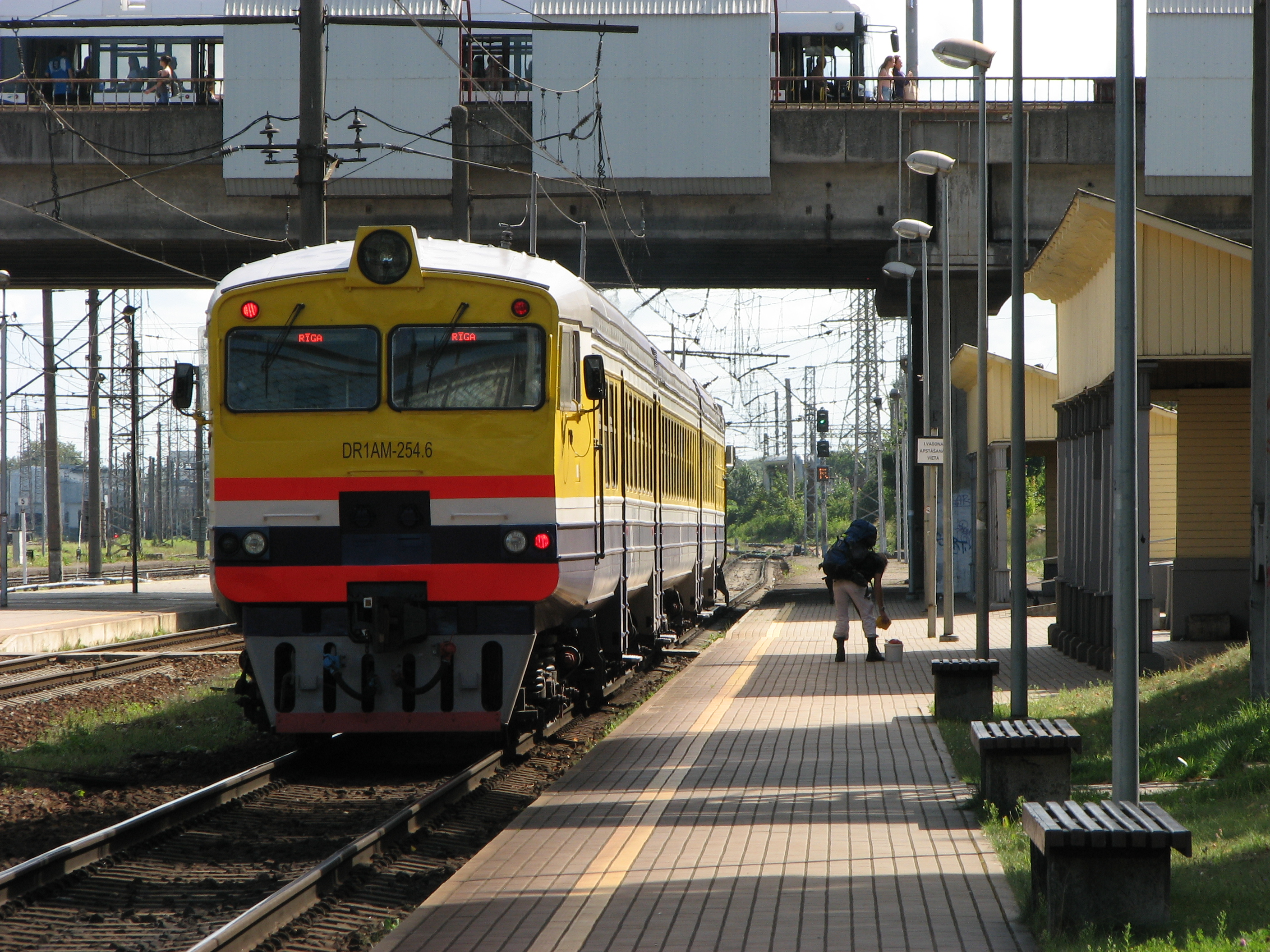